# Olendon
Olendon (Ausspracheⓘ) ist eine französische Gemeinde mit 186 Einwohnern (Stand: 1. Januar 2022) im Département Calvados in der Region Normandie. Sie gehört zum Arrondissement Caen und zum Kanton Falaise. Die Einwohner werden als Olendoniens bezeichnet.

## Geografie
Olendon liegt rund neun Kilometer nordnordöstlich von Falaise und 30 Kilometer südsüdöstlich von Caen. Umgeben wird die Gemeinde von Rouvres im Norden, Sassy im Nordosten, Perrières im Osten, Épaney im Südosten und Süden, Soulangy im Südwesten, Bons-Tassilly im Westen sowie Ouilly-le-Tesson im Nordwesten.

## Bevölkerungsentwicklung
| Jahr                             | 1793 | 1836 | 1876 | 1926 | 1946 | 1968 | 1990 | 2016 |
| Einwohner                        | 340  | 281  | 263  | 162  | 149  | 160  | 185  | 191  |
| Quelle: Cassini, EHESS und INSEE |      |      |      |      |      |      |      |      |

## Sehenswürdigkeiten
- Kirche Saint-Jean-Baptiste aus dem 12. Jahrhundert, als Kulturgut eingestuft[3]
- Schloss Olendon aus dem 17. Jahrhundert, seit 1997 Monument historique[4][5]
- Pfarrhaus aus dem 17. Jahrhundert, Kulturgut[6]
- Mairie des Ortes von 1849, Kulturgut[7]

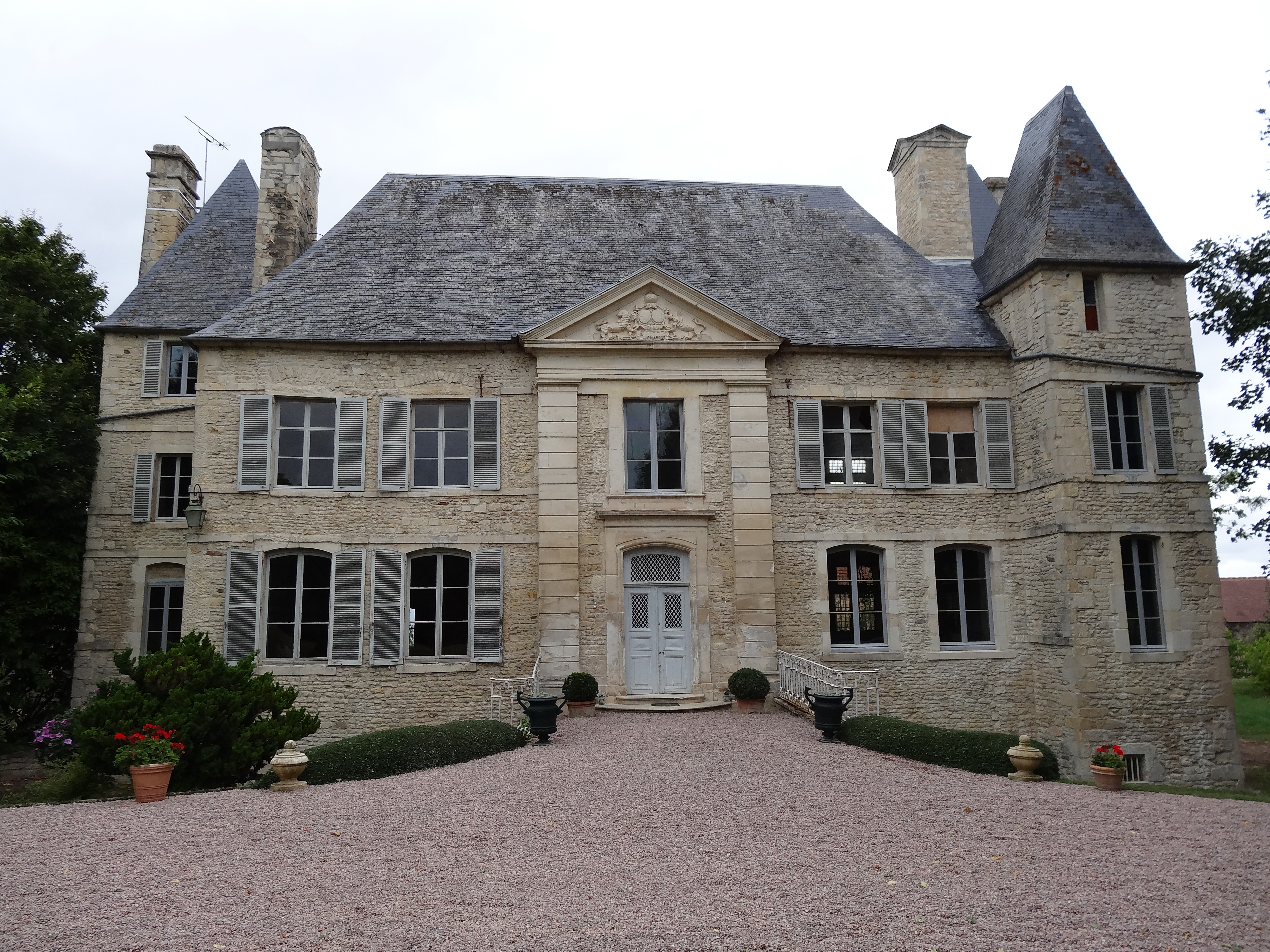
Schloss Olendon

- Menhir